# دالگودلتسی
دالگودلتسی (به بلغاری: Dalgodeltsi) یک منطقهٔ مسکونی در بلغارستان است که در شهرستان یاکیموفو واقع شده‌است.
 دالگودلتسی  ۹۲۷ نفر جمعیت دارد و ۱۱۶ متر بالاتر از سطح دریا واقع شده‌است.